# No More Sorrow
«No More Sorrow» (en español: «No más dolor») es una canción de la banda estadounidense Linkin Park. La canción es la octava del álbum Minutes to Midnight. La canción fue presentada en vivo en Road to Revolution: Live at Milton Keynes. La versión en vivo de la canción fue lanzada como un sencillo promocional en 2008.

## Composición
La canción empieza con una intro instrumental, después empieza a cantar Chester Bennington. La canción fue grabada a 133 BPM. El guitarrista líder Brad Delson, usó un Ebow en esta canción, lo cual fue originalmente planeado para la canción «The Little Things Give You Away».

## Músicos
- Chester Bennington - voz principal
- Mike Shinoda - guitarra rítmica, segunda voz
- Brad Delson - guitarra líder
- Dave Farrell - bajo eléctrico
- Rob Bourdon - batería, percusión
- Joe Hahn - turntablism, disk jockey

## Versión en vivo
La canción fue presentada en vivo varias veces desde 2007 hasta el 2011. La canción ha sido la favorita de los fanáticos para tocarse en vivo. La versión en vivo contiene una intro más larga. La canción fue grabada como AOL Recording en North Hollywood, California. La primera presentación fue en Berlín, Alemania en 28 de abril de 2007. La canción fue presentada en concierto en Milton Keynes. Una versión en vivo de la canción se incluyó en el álbum Underground 7.0 La última versión en vivo conocida fue en 25 de septiembre de 2011.